# Henk Schouten
Pour les articles homonymes, voir Schouten.
Henk Schouten, né le 16 avril 1932 à Rotterdam et mort le 18 avril 2018, est un footballeur néerlandais des années 1950 et 1960. Il évoluait au poste de milieu de terrain.

## Biographie
Henk Schouten commence à jouer au football au SBV Excelsior, avant d'être transféré à Holland Sport.
Il rejoint ensuite le Feyenoord Rotterdam, où il marque l'histoire du club, inscrivant 125 buts en 194 matchs. Il réalise sa meilleure performance lors de la saison 1955-1956, inscrivant 21 buts en Eredivisie. C'est lors de cette même saison qu'il réalise l'exploit de marquer 9 buts lors d'un match contre De Volewijckers, son dixième but du match étant refusé pour un hors-jeu.
Avec le Feyenoord, il remporte deux titres de champion des Pays-Bas, marquant à chaque fois lors du match décisif pour le titre. Il dispute avec cette équipe 5 matchs en Coupe d'Europe des clubs champions, inscrivant un but contre l'IFK Göteborg en septembre 1961 (victoire 8-2).
Henk Schouten reçoit deux sélections en équipe des Pays-Bas : la première, le 1er mai 1955, en amical contre l'Irlande (défaite 1-0), et la seconde, le 12 novembre 1961, contre la Belgique, à nouveau en amical (défaite 0-4).
Il termine sa carrière là où il l'avait commencée, avec le SBV Excelsior.

## Clubs
- 1950–1954 :  SBV Excelsior
- 1954–1955 :  Holland Sport
- 1955–1963 :  Feyenoord Rotterdam
- 1963–1967 :  SBV Excelsior

## Palmarès
- Championnat des Pays-Bas
  - Champion en 1961 et en 1962
  - Vice-champion en 1960

- Coupe des Pays-Bas
  - Finaliste en 1957